# Falsomesosella bifasciata
Falsomesosella bifasciata là một loài bọ cánh cứng trong họ Cerambycidae.